# Чугунов, Вильмир Семёнович
Вильмир Семёнович Чугунов (18 апреля 1931, село Ниловка, РФССР — 7 апреля 2003, Москва) — советский психиатр, доктор медицинских наук, главный врач клинической специализированной больницы № 8 им. Соловьева (Клиника неврозов Правительства Москвы), военный врач. Специализация: неврозы, неврозоподобные состояние и симпатико-адреналовая система и ее влияние на организм человека.

## Биография
Родился 18 апреля 1931 года в деревне Ниловке Воронежской области (сейчас Усманский район Липецкой области Российской Федерации).
Детство и юность прошли в деревне Ниловка, где отец работал агрономом на опытно-семеноводческом участке Пролетарского отделения свеклосовхоза.
В 1948 году окончил Земетчинскую среднюю школу, затем учился в Воронежском медицинском институте, а окончил военный факультет Куйбышевского медицинского института. Имел звание подполковника медицинской службы.
В 1971–74 – главный врач психоневрологической больницы № 20 в г. Долгопрудном (Московская область).
В 1974–98 – главный врач Специализированной клинической больницы № 8 имени З. П. Соловьёва.
В 1972 году по его инициативе больница была реорганизована в специализированную клинику неврозов (с этого времени специализируется на лечении пограничных  форм психических расстройств).
Похоронен в колумбарий Донского кладбище в Москве (колумбарий 22, секция 55).

## Награды
- «Заслуженный врач РФ».
- Орден Трудового Красного Знамени
- Орден Знак Почёта

## Основные труды
*1985 «Симпатико-адреналовая активность при различных функциональных состояниях человека» в соавторстве с В. Н. Васильевым;
*1986 «Ваш физкультурный режим», книга «Физкультура и спорт» в соавторстве В. Н. Васильев.